# 朱鼎渭
代莊王朱鼎渭（1571年—1629年），明朝第九代代王，代康王朱鼐鈞的庶第一子。《明史》誤作他為代康王。
代莊王朱鼎渭的父親代康王朱鼐鈞沒有嫡子，朱鼎渭作為庶長子，未被請封為世子。萬曆三十四年（1606年），他的庶弟朱鼎莎被封為代世子。朱鼎渭向朝廷上疏，爭世子之位。朝廷官員也認為朱鼎渭當為世子，但明神宗概不批覆。萬曆四十五年（1617年），朱鼎莎逝世。他在同年十月受封代世子，天啟七年（1627年）二月襲封代王。他在位兩年。崇禎二年（1629年）朱鼎渭去世，嫡第一子朱彝梃在三年後就嗣位。

## 家庭

### 妻妾
王妃郭氏

### 子嗣
嫡第一子：代王朱彝梃